# Mount Huckaby
Mount Huckaby ist ein eisfreier, keilförmiger und 2620 m hoher Berg im westantarktischen Marie-Byrd-Land. In der westlichen Wisconsin Range der Horlick Mountains überragt er östlich der Haworth Mesa die Ostwand des Olentangy-Gletschers.
Der United States Geological Survey kartierte den Berg anhand eigener Vermessungen und mittels Luftaufnahmen der United States Navy aus den Jahren von 1960 bis 1964. Das Advisory Committee on Antarctic Names benannte ihn 1967 nach dem Donnie W. Huckaby (1919–2005), Wartungsoffizier der Flugstaffel VX-6 auf der McMurdo-Station von 1962 bis 1963 und von 1963 bis 1964.